# Amiano de Antioquia
Amiano de Antioquia, também chamado de Anias, foi um obscuro bispo de Antioquia que teria reinado após Eudóxio de Antioquia entre 357 e 360. Nada mais se sabe sobre, exceto que ele também era um ariano (veja controvérsia ariana e cisma meleciano).
Algumas listas nem sequer o citam.